# Phrynopus inti
Phrynopus inti é uma espécie de anuro da família Craugastoridae, sendo encontrada na Floresta de Proteção Pui Pui, no Peru. Foi descrita no dia 2 de novembro de 2017, na revista científica ZooKeys, sendo tratada como uma nova espécie por não ter membrana timpânica nem saco vocal, e por possuir a pele do dorso lisa, com poucos tubérculos, além de outras características.